# ブラックバード・パイ
『ブラックバード・パイ』（原題：Blackbird Pie）は、アメリカの小説家レイモンド・カーヴァーの短編小説。

## 概要
『ザ・ニューヨーカー』1986年7月7日号に掲載された。1988年5月刊行の精選作品集『Where I'm Calling From: New and Selected Stories』（アトランティック・マンスリー・プレス）と1988年8月4日刊行の短編集『Elephant and Other Stories』（コリンズ・ハーヴィル社）に収録された。
日本語版は『THE COMPLETE WORKS OF RAYMOND CARVER 6　象／滝への新しい小径』（中央公論社、1994年3月7日）が初出。翻訳は村上春樹。全集第6巻はその後「村上春樹翻訳ライブラリー」シリーズでは、『象』（中央公論新社、2008年1月10日）と『滝への新しい小径』（同社、2009年1月10日）の2冊に分かれて出版された。
タイトルは語り手の独白「そんなものは朝飯前のブラックバード・パイ、王様の前に出された二十四羽というやつだ」（Simple as blackbird pie. The Famous four and twenty that were set before the king.）から取られている。これはマザー・グースの「6ペンスの唄」の一節から来ている。なお訳者の村上は上記全集の解題で、"simple as blackbird pie"という表現はカーヴァーの造語だろうと見当をつけ「おそらく "simple as apple pie"『実に簡単』（という表現がアメリカにはあるらしい）にひっかけた語呂合わせなのではないか」と述べている。

## あらすじ
当時、「私」と妻は夏の別荘に住んでいた。家の三方は草地や白樺の木立や、低くなだらかな丘陵に囲まれていた。子供たち二人はどちらもずっと前に独立して家を離れていた。
ある夜、部屋にいるときにドアの下から封筒が差し込まれるのが見えた。封筒には私の名前が書いてあり、その中には妻からの手紙に見せかけたものが入っていた。
濃い霧が窓の外に垂れこめていた。明かりのついたポーチには妻のスーツケースがひとつ置いてあった。ドアを開けるとそこに突然、霧の中から2頭の馬が現れた。1頭の馬の横に妻がいた。
彼女は言った。「ここに一人の女の子がいました。いいこと？ ちゃんと聞いてる？ そしてその女の子は、ある男の子をものすごく深く愛しました。自分自身を愛するよりもっと深くその子のことを愛したの。でもその男の子は――」